# 鹿野圳
鹿野圳為臺灣臺東縣鹿野鄉境內的一座灌溉水圳系統，其最早興建於西元1953年(民國42年)耗時約4年於1957年(民國46年)完工通水，目前由臺東農田水利會鹿野工作站進行管理與維護。

## 沿革

### 鹿野圳
鹿野圳於西元1953年(民國42年)於由當時台灣省政府水利局規畫並興建，在1957年(民國46年)全數完工，總工程時數耗時約4年，然自西元1970年(民國59年)起，鹿野圳下游的鹿寮圳因進水口河床刷深無法順利取水，同時因鹿野大圳進水口至鹿寮圳進水口鹿寮溪河段於枯水期流量滲漏率平均高達30％，為方便取水及提高水源利用效率，遂兩條水圳之進水全面改由鹿野圳進水口共同取水，並經由鹿野大圳第1支線供水至鹿寮圳之灌溉區，因此鹿寮與鹿野兩圳灌溉系統合而為一。

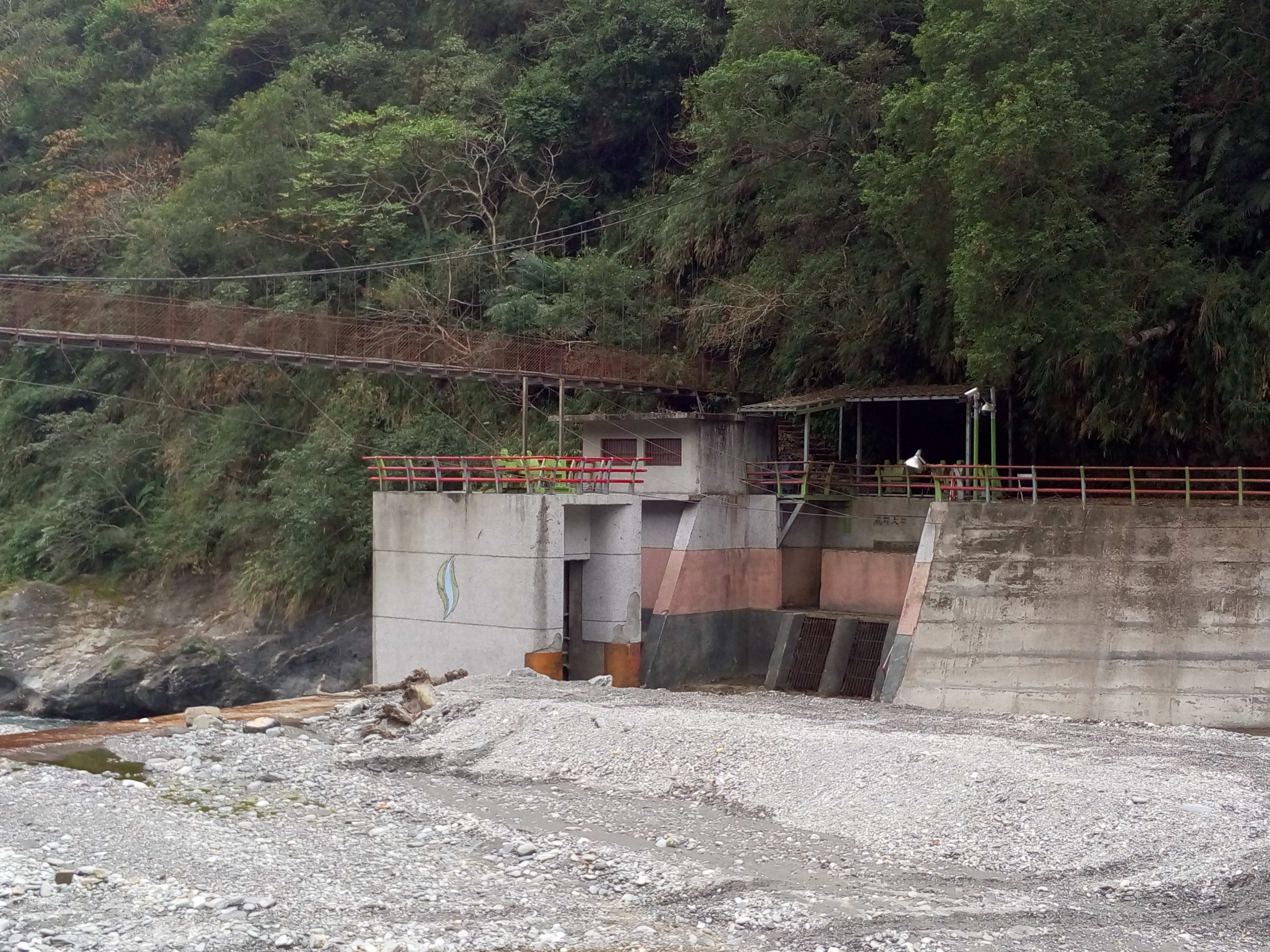
鹿野圳進水口遠觀
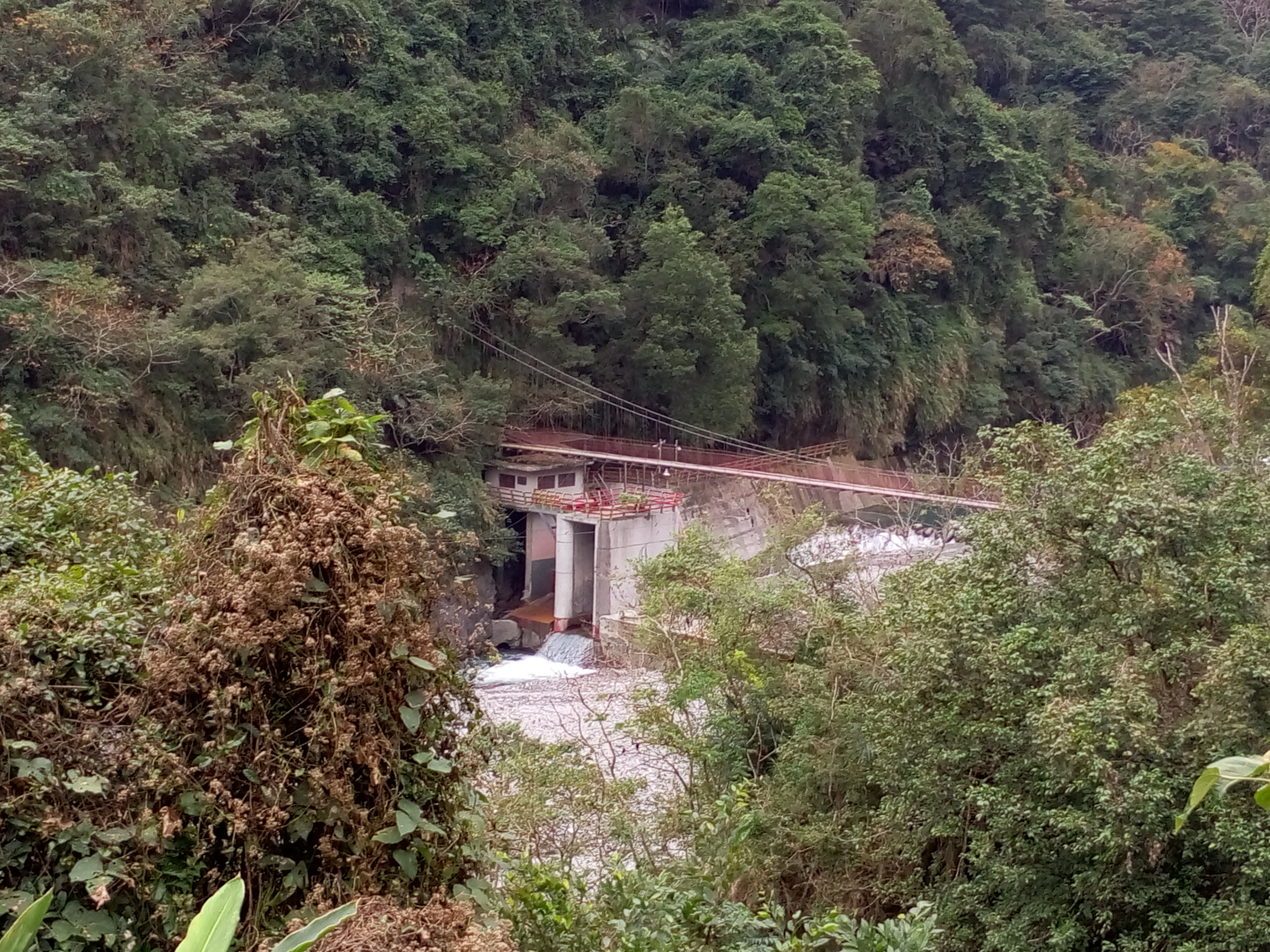
鹿野圳進口排水道
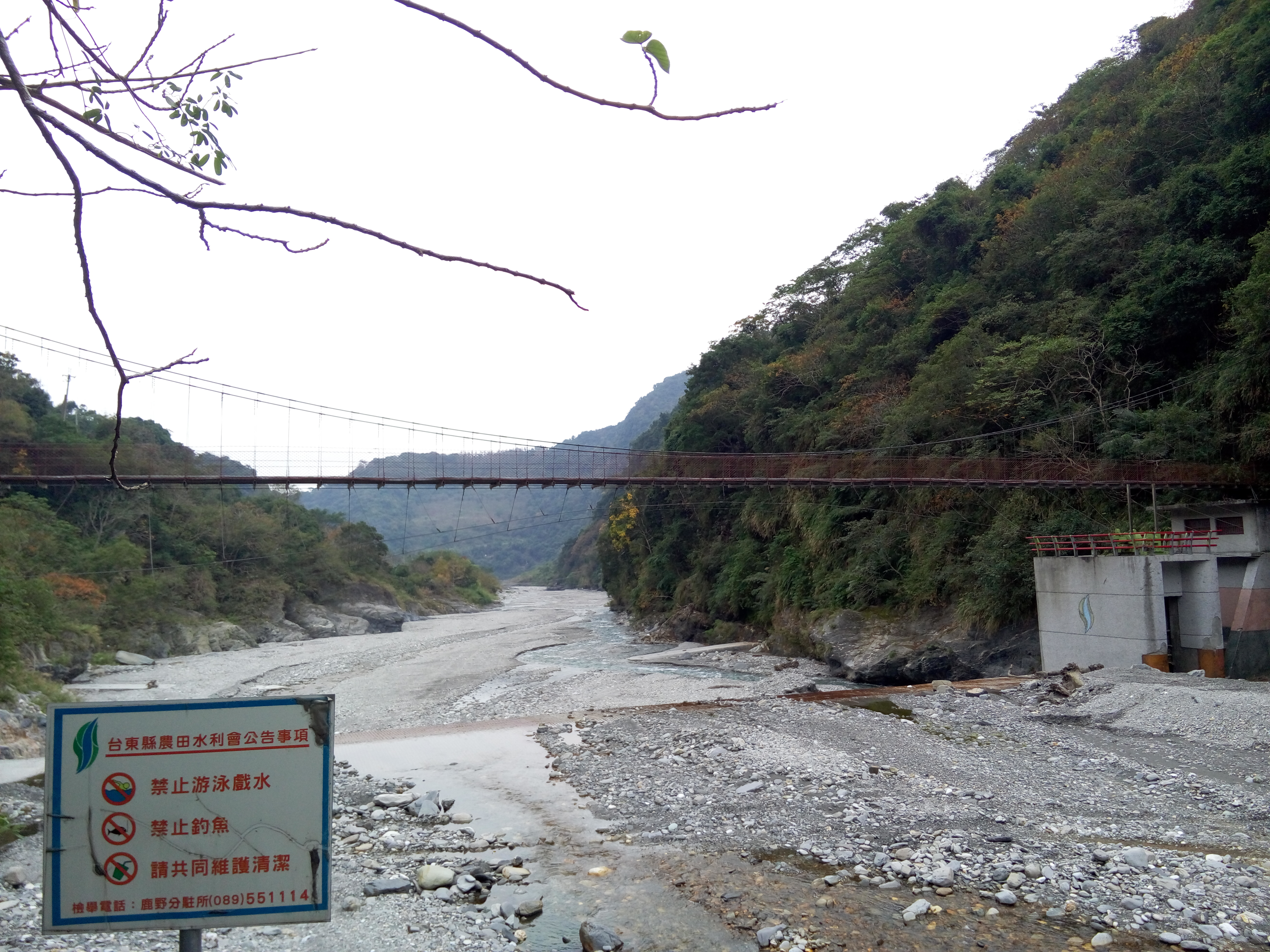
鹿野圳進水口聯繫吊橋

### 鹿野工作站
鹿野工作站日治時期原屬關山水利組合；二戰後於1946年(民國35年)改組為關山水利協進會；於1948年(民國37年)再度改為關山水利委員會；1956年(民國45年)正式改為台東農田水利會鹿野工作站。

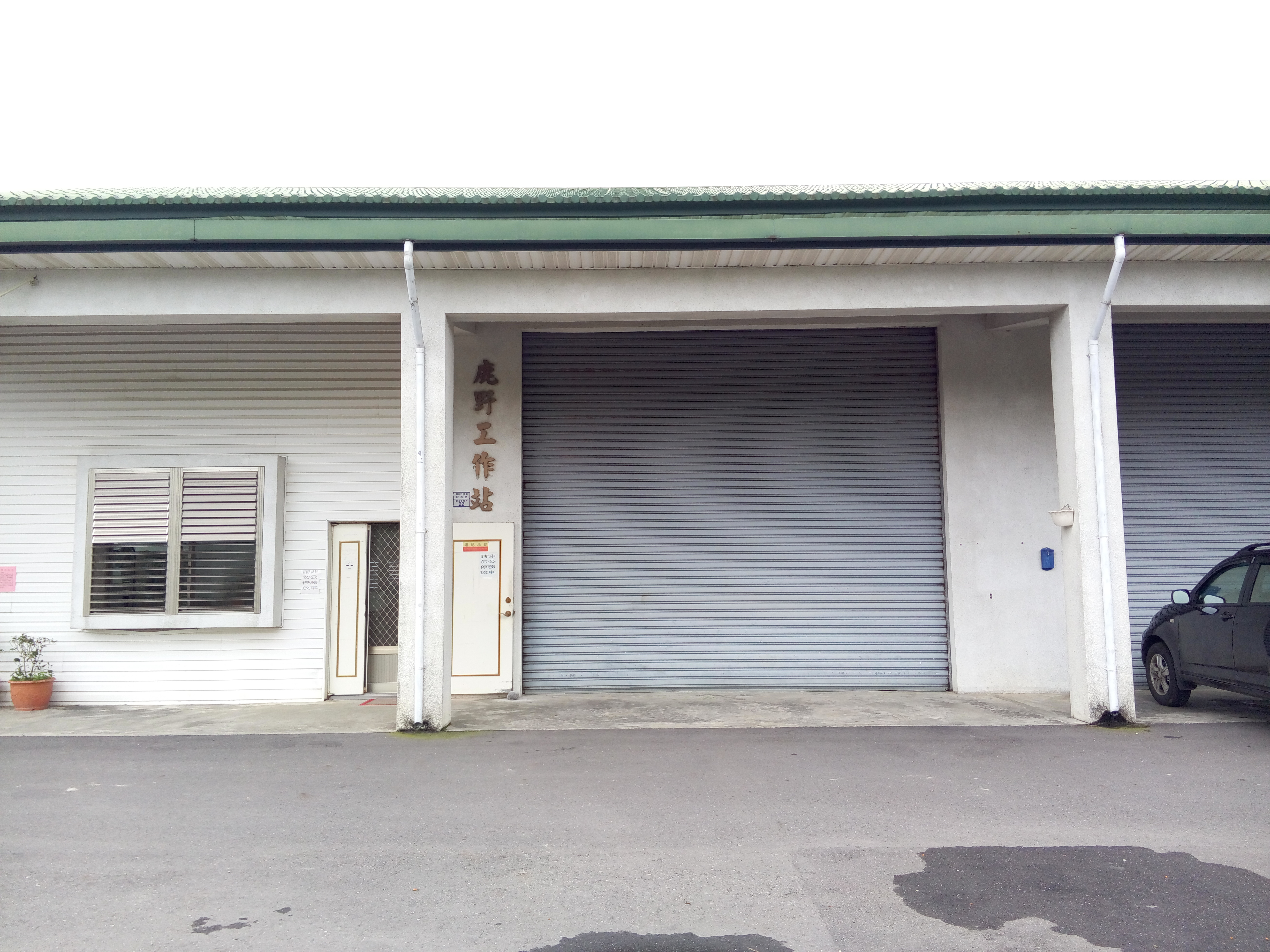
鹿野工作站

## 設施

### 導水設施
鹿野圳共有7條支線包含第 1、2、3、4 支線與鹿寮圳灌區幹線屬於北方區， 5、6、7支線屬南方區。
2、3、4 支線灌溉範圍在鹿野鄉永安地區，第5、7支線則是在鹿野鄉高台龍田地區，第6支線目前已停止施工與通水。

### 攔河堰
鹿野圳攔河堰設置於進水口旁，以利於水流匯集至進水口。攔河堰靠近進水口一邊缺口為半自動倒伏壩，而攔河堰全長53.6公尺，寬9.3公尺，厚度12公分，原為混凝土鋼筋構造，後因颱風幾度侵襲，導致攔河堰主體時常遭洪水挾帶大量砂石磨損，於1999年(民國88年)台東農田水利會耗資新台幣3,922,000元進行改善，將鋼板加封在原有的混凝土鋼筋構造之上。

### 調整池
- 馬背調整池

馬背調整池興建緣由因鹿野大圳第5、7支線的高台龍田灌區因圳路漸呈老化，滲漏情形嚴重，常無水供灌，前台灣省水利局於1988~1989年(民國77~78年)辦理「鹿野大圳、鹿寮圳灌溉用水調配及其灌溉系統改善規劃」；配合該灌溉系統改善規劃，自民國80年度起施做6萬噸調整池。
調整池水引自鹿野大圳；池長115公尺、寬105公尺、深8公尺，面積約1.2公頃，總蓄水容量約60000公噸，為目前全臺灣噴灌區最廣的人造蓄水農塘。

### 水利公園
- 武陵親水步道

鹿野大圳自完工後通水至今，因武陵社區圳路漸呈老化，易崩塌且滲漏嚴重，不足以維下游約一千公頃農田灌溉之需；又因部分圳路穿過武陵社區，將該社區一分為二，且該段圳路荒草及垃圾充斥，雜亂無章，甚至有居民跌落而溺斃之事發生，固於2001年(民國90年)辦理鹿野大圳幹線改善工程前，經地方建議並與當地居民訪談溝通後，台東農田水利會決定在不影響原有灌溉管理需求下，在圳道上方加蓋水泥板，並配合社區特色並融入部落文化，整建為綠意盎然，且充滿生命力的親水公園。
- 馬背調整池水利公園

馬背調整池在興建時一併規劃了在周遭設置水利公園，水利公園包含一條以石組自然生態工法堆而成的溪道，流水清澈悠然，以及一座涼亭和花草營造的生態池和親水池帶。

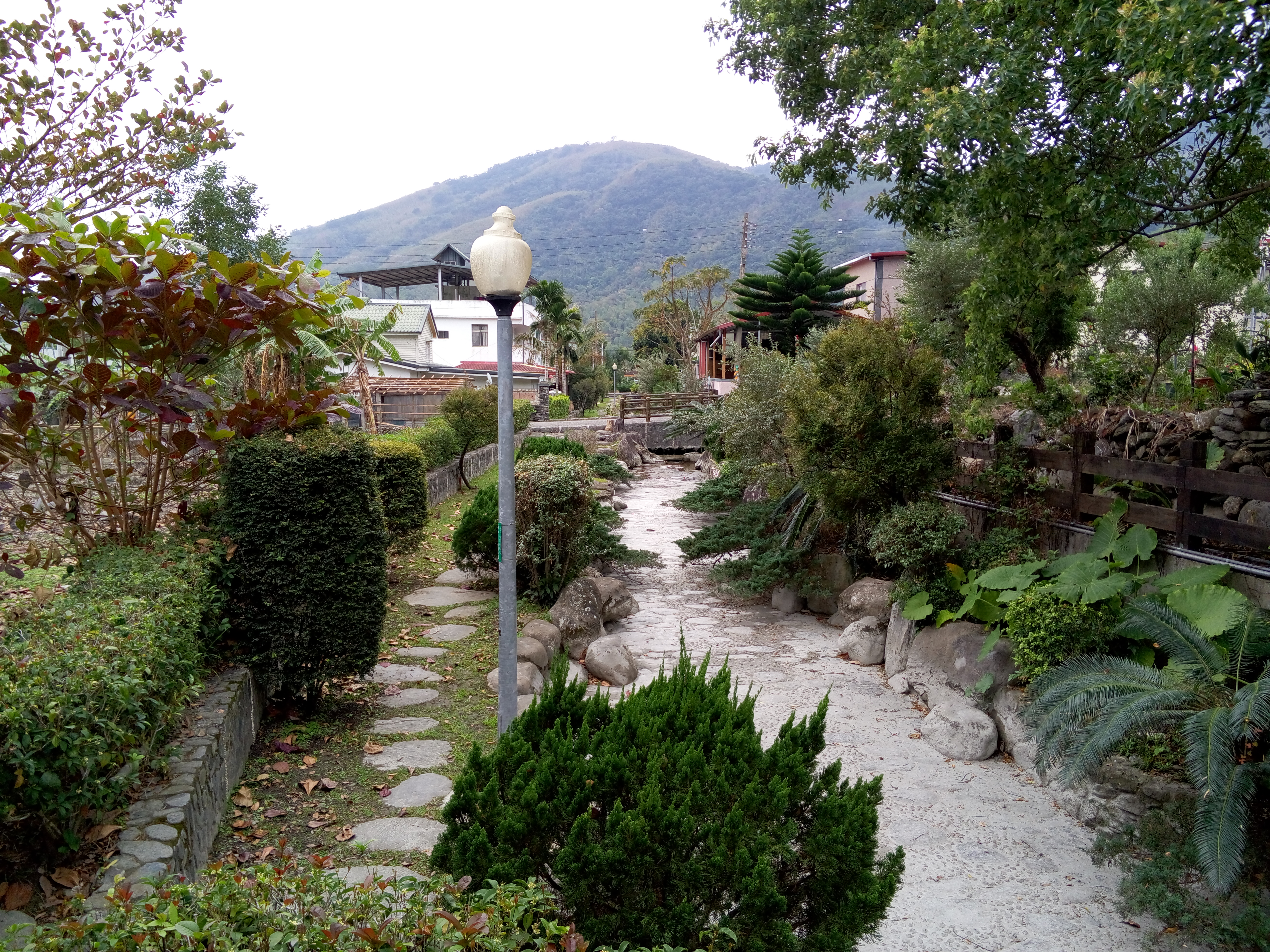
武陵親水步道
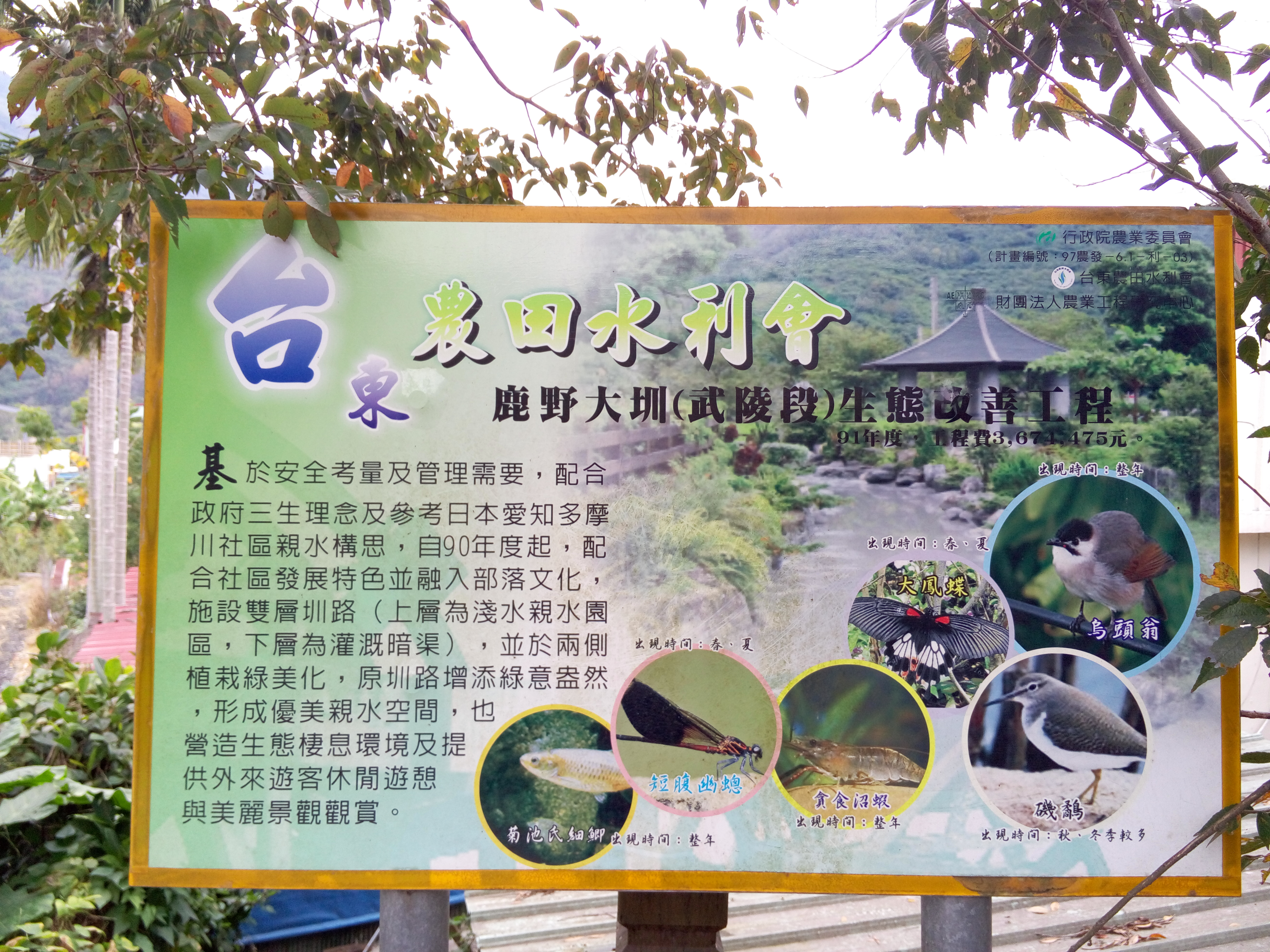
武陵親水步道介紹看板
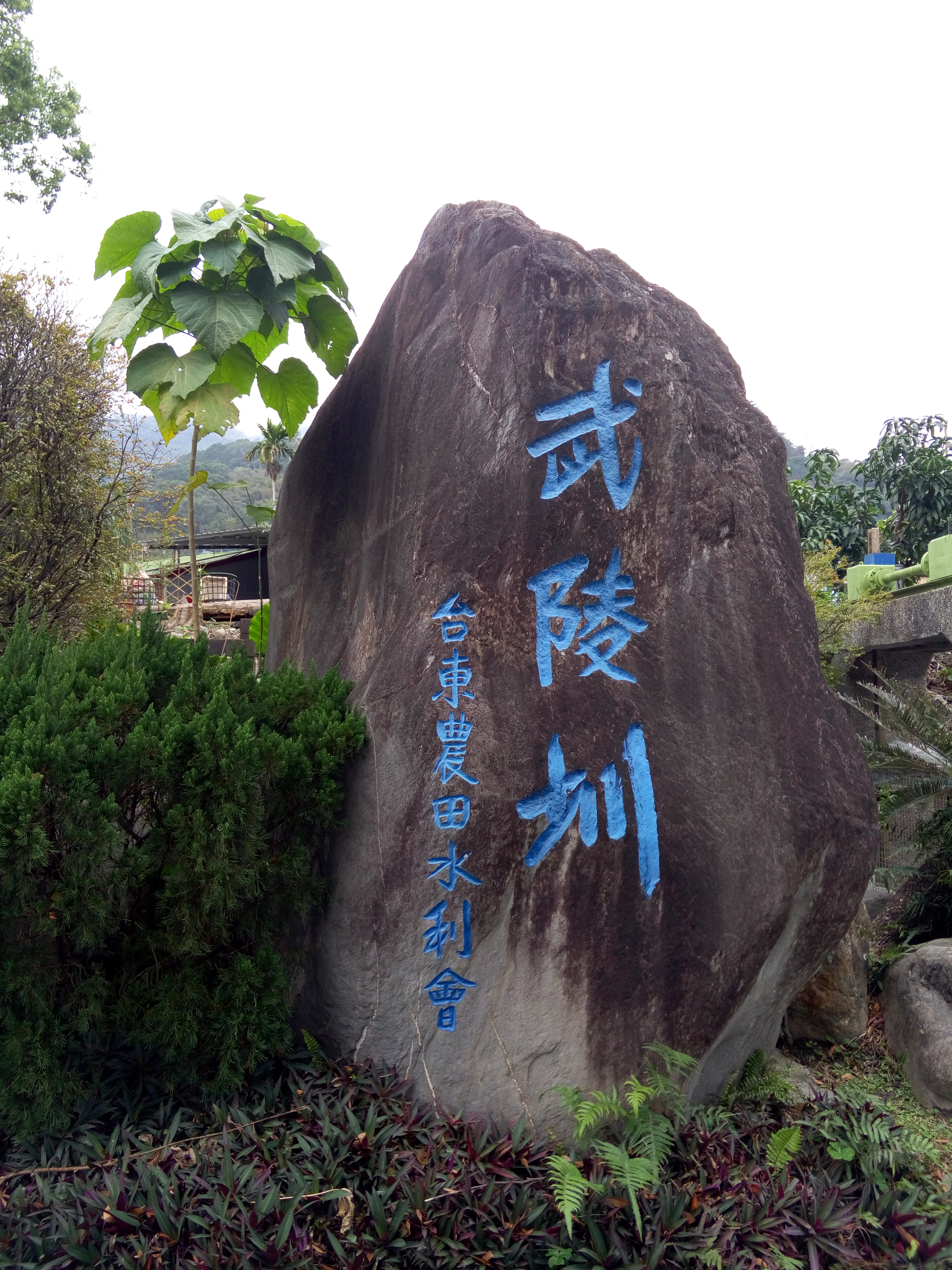
台東農田水利會設立之武陵親水步道石碑
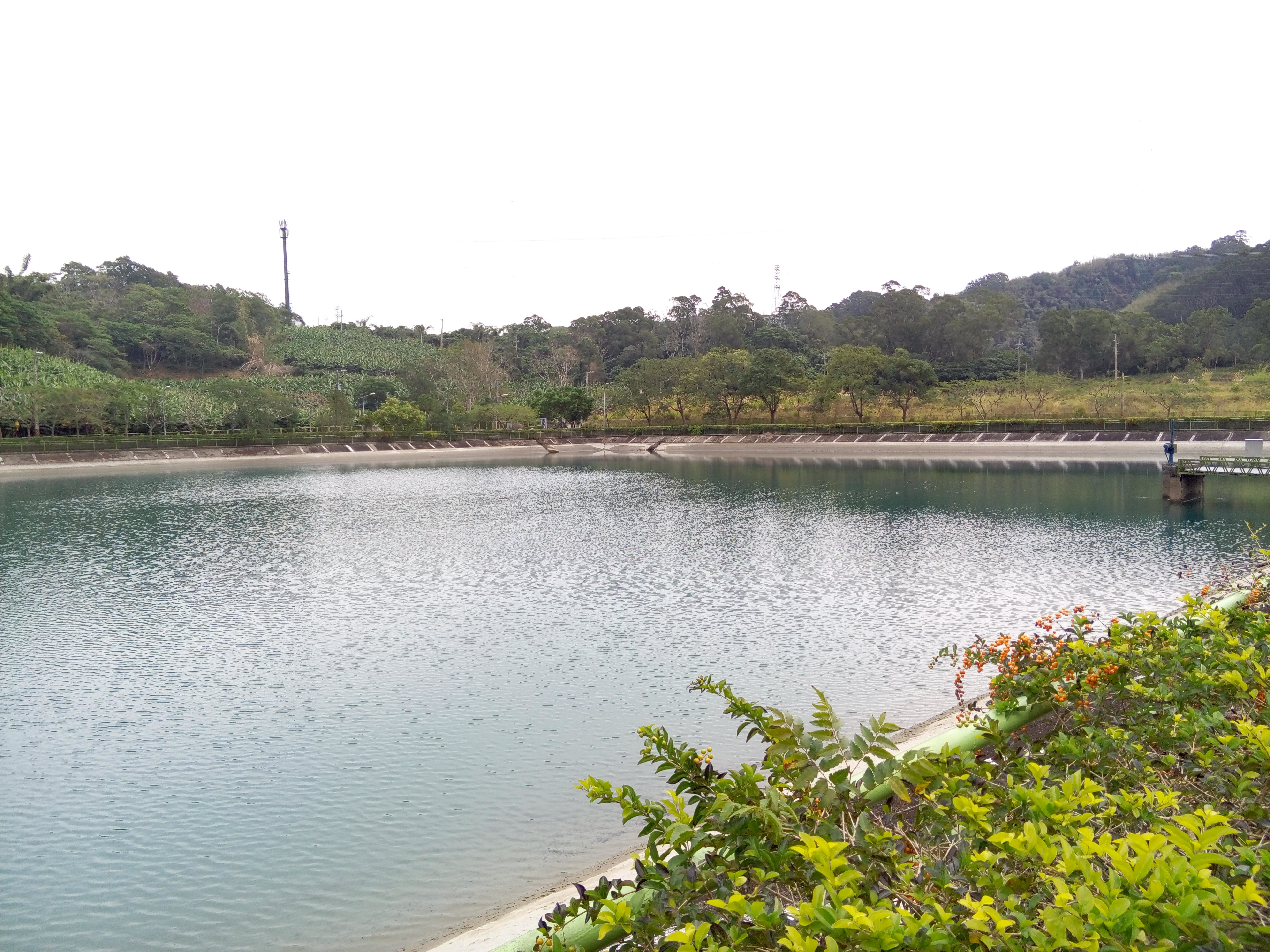
馬背調整池一景
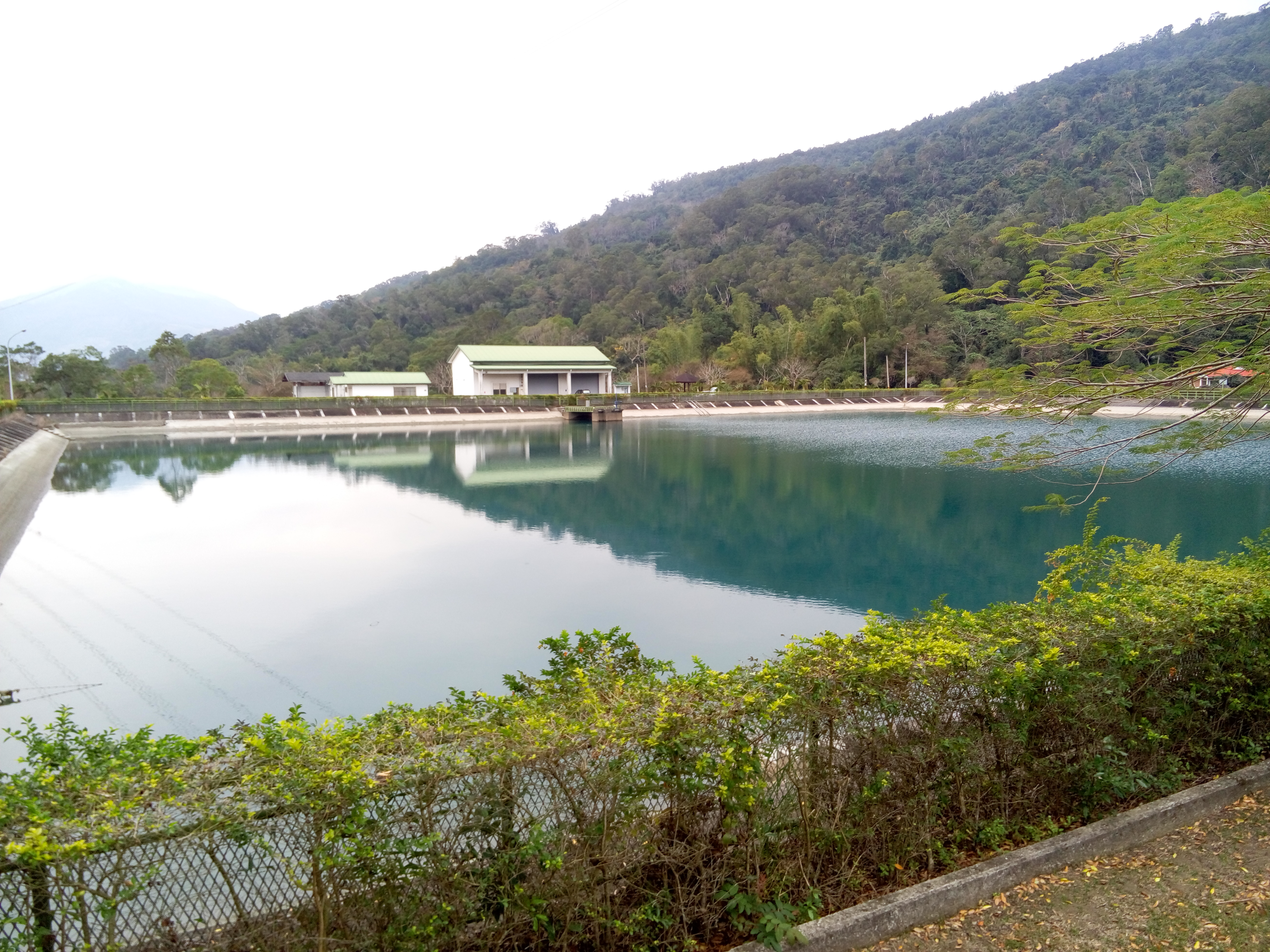
馬背調整池一景

## 改善工程
- 鹿野大圳幹線改善工程

前台灣省水利局於1988~1989年(民國77~78年)對鹿寮溪水源之灌溉區域做通盤檢討，並進行辦理「鹿野大圳、鹿寮圳灌溉用水調配及其灌溉系統改善規劃」；將鹿野大圳灌溉系統，由後單期水田灌溉用水改為一年二期旱作噴灑灌溉，其中第1～第4支線保持地表溝灌，第5及第7支線則為旱作噴灑灌溉，期以少許之水量獲致全區域灌溉之功效。
因早期圳路設施老舊，皆為乾砌塊石，且年久失修時易崩塌外並滲漏嚴重，影響後半旱作灌溉區灌溉用水。台東農田水利會即擬定計畫分年分期予以改善，自1993年(民國82年)起至2007年(民國96年)止，分年編列預算辦理更新。
| 施工年度 | 工程名稱                             | 工程內容                                                 | 工程金額           |
| -------- | ------------------------------------ | -------------------------------------------------------- | ------------------ |
| 82       | 鹿野大圳幹線改善工程(第二期)         | 梯型混凝土內面工1799M,保護工1處,跌水工2處,捲揚機更換11組 | 新台幣 6,448,400元 |
| 84       | 鹿野大圳系統改善工程(第五期)         | U型混凝土內面工2339M,暗渠工167M,護坡工317M,水門抽換2座   | 新台幣29,091,979元 |
| 84       | 鹿野大圳系統改善工程(第五期)吊橋部份 | 吊橋新建1座                                              | 新台幣2,316,710元  |
| 90       | 鹿野大圳幹線(武陵段)改善工程         | 混凝土內面工15M,暗渠工203M                               | 新台幣3,884,869元  |
| 91       | 鹿野大圳改善工程                     | 混凝土內面工150M,護坡工90M,給水門1門,加蓋工5M            | 新台幣1,434,826元  |
| 91       | 鹿野大圳幹線改善工程                 | 混凝土內面工324M,暗渠工38.9M,護坡工404M,版橋43座         | 新台幣 3,731,450元 |
| 93       | 鹿野大圳進水口改善工程               | 排水門1處,吊門機4組                                      | 新台幣4,575,772元  |
| 96       | 鹿野大圳幹線改善工程                 | 混凝土內面工96.5M,砌石護坡182M,仿木欄杆102.5座,版橋15M   | 新台幣1,890,000元  |

## 周遭景點
- 舊鹿鳴橋
- 武陵綠色隧道

## 資料來源
1. 1 2 3  .   [2014-12-10]. （原始内容存档于2014-12-10）.
2. ↑  .   [2014-12-10]. （原始内容存档于2016-01-21）.
3. ↑  .   [2015-01-22]. （原始内容存档于2015-01-22）.
4. 1 2  .   [2014-12-10]. （原始内容存档于2014-12-09）.
5. ↑  .   [2014-12-10]. （原始内容存档于2014-12-10）.
6. 1 2 3 4 5 6 7 8 9 10  .   [2014-12-10]. （原始内容存档于2014-12-10）.